# Mèo gấm Ocelot
Mèo gấm Ocelot (Leopardus pardalis) là một loài mèo hoang có nguồn gốc từ Tây Nam Hoa Kỳ, Mexico, Trung và Nam Mỹ, cũng như các đảo Trinidad và Margarita thuộc vùng Caribê. Là một loài mèo có kích thước trung bình, nó có đặc trưng là những đốm và vệt đen đặc trên lông, tai tròn, cổ và phần dưới màu trắng. Nó nặng từ 8 đến 15,5 kg và dài tới 40–50 cm ở vai. Nó được Carl Linnaeus mô tả lần đầu vào năm 1758. Hai phân loài được công nhận: L. p. pardalis và L. p. mitis.

## Phân loài
Hiện có các phân loài sau được công nhận:
- Leopardus pardalis pardalis, rừng mưa Amazon
- Leopardus pardalis aequatorialis, bắc Andes và Trung Mỹ
- Leopardus pardalis albescens, đông México, nam Texas
- Leopardus pardalis melanurus, Venezuela, Guyana, Trinidad
- Leopardus pardalis mitis, Argentina, Paraguay
- Leopardus pardalis nelsoni, tây nam México
- Leopardus pardalis pseudopardalis, Colombia
- Leopardus pardalis puseaus, Ecuador
- Leopardus pardalis sonoriensis, tây bắc México, nam Arizona
- Leopardus pardalis steinbachi, Bolivia

## Đặc điểm

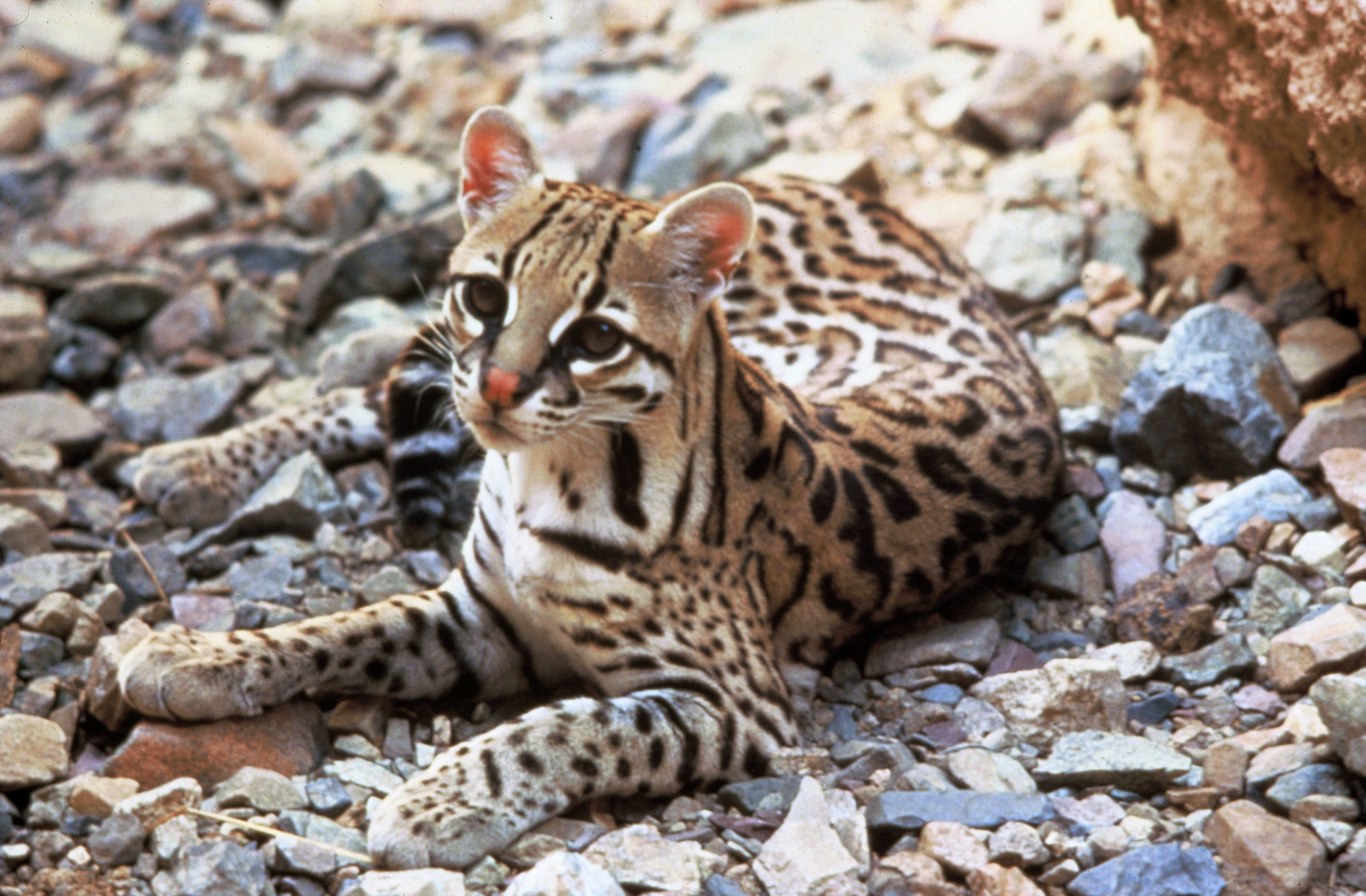
Cận cảnh mèo gấm Ocelot.

Mèo gấm Ocelot dài khoảng 68–100cm, đuôi dài 26–45cm, và thường nặng 8–18 kg. Chúng có hình dáng đẹp, lông mượt, đôi tai tròn và bàn chân trước tương đối lớn.

## Lối sống
Giống như hầu hết các loài mèo, mèo gấm Ocelot sống đơn độc và chủ yếu hoạt động vào ban đêm. Chúng bảo vệ lãnh thổ rất quyết liệt, đôi khi đánh nhau đến chết trong tranh chấp lãnh thổ. Con đực có lãnh thổ của 3,5-46 km2, trong khi con cái là 0,8-15 km2. Vùng lãnh thổ được đánh dấu bằng nước tiểu hoặc phân ở những vị trí nổi bật.
Mèo gấm Ocelot chủ yếu săn bắt động vật nhỏ, bao gồm cả động vật có vú, thằn lằn, rùa, ếch, cua, chim và cá. Hầu hết con mồi nhỏ hơn so với chúng như động vật gặm nhấm, thỏ và thú có túi ôpôt.

## Sinh sản

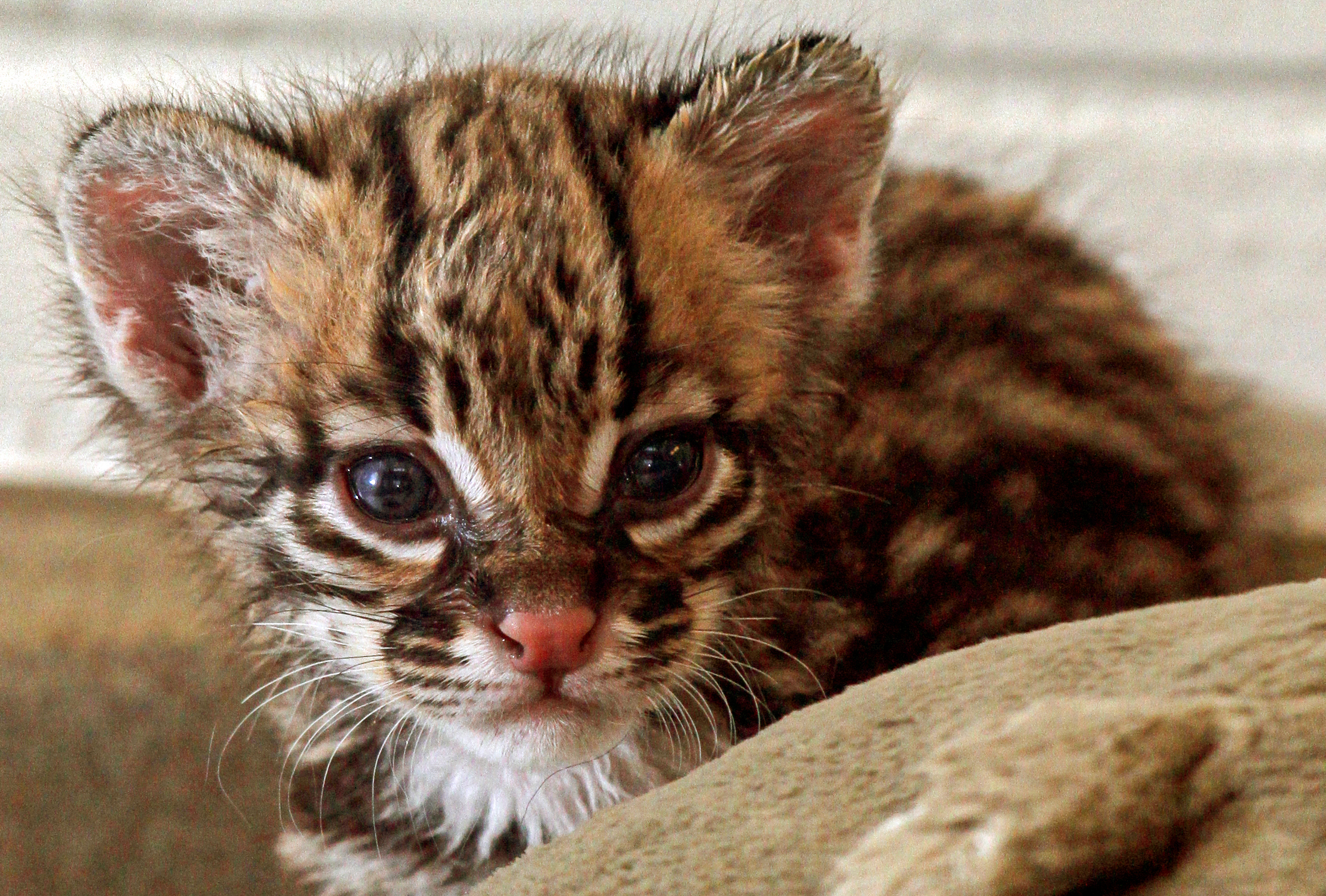
Mèo gấm Ocelot con.

Mèo gấm Ocelot thường chỉ sinh sản mỗi năm một lần, mặc dù con cái có thể giao phối một lần nữa ngay sau khi mất một lứa. Giao phối có thể xảy ra bất cứ lúc nào trong năm, và sự động dục kéo dài 7-10 ngày. Sau khi giao phối, con cái sẽ tìm một cái hang trong một dốc đá, một cây rỗng, hoặc một bụi cây rậm, gai góc. Thai kỳ kéo dài 79-82 ngày, và thường là chỉ sinh ra một con mèo con duy nhất, chưa mở mắt. Đôi khi lứa đẻ là hai hoặc ba con, nhưng ít phổ biến.
So với những loài mèo nhỏ khác, mèo gấm Ocelot con phát triển khá chậm. Chúng nặng khoảng 250 gram lúc mới sinh, và mở mắt sau 15-18 ngày. Chúng bắt đầu rời tổ sau 3 tháng, nhưng vẫn còn ở với mẹ cho đến 2 năm, trước khi thiết lập lãnh thổ riêng của mình. Chúng sống đến 20 năm trong điều kiện nuôi nhốt.

## Hành vi

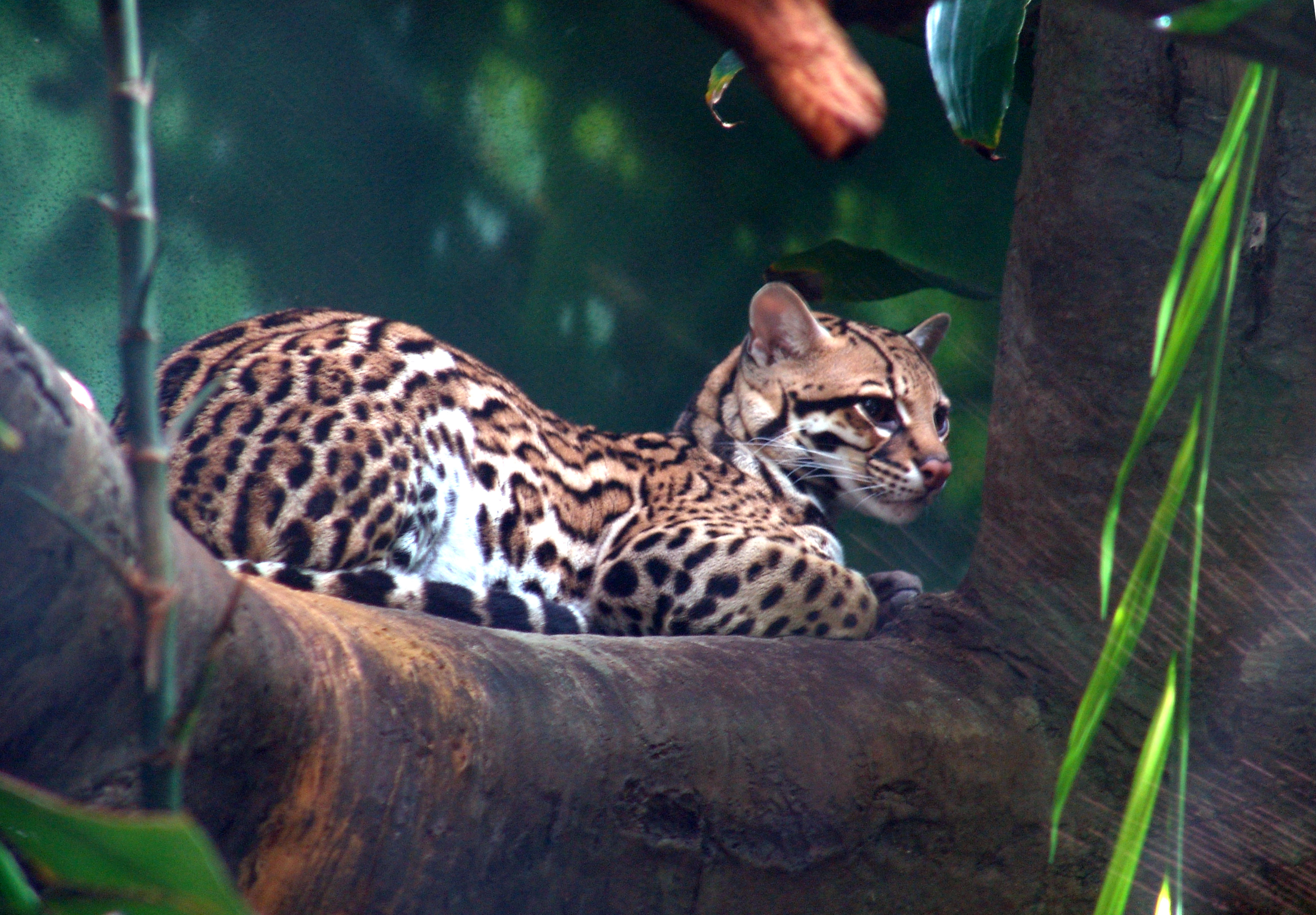
Mèo gấm Ocelot nghỉ ngơi trên cây vào ban ngày.

Mèo gấm Ocelot chủ yếu là hoạt động về đêm và có ý thức chiếm lãnh thổ riêng rất cao. Nó sẽ chiến đấu quyết liệt, đôi khi cho đến chết trong các vụ tranh chấp lãnh thổ. Ngoài ra, mèo gấm Ocelot đánh dấu lãnh thổ của mình bằng nước tiểu. Giống như hầu hết các loài mèo, nó là loài đơn độc, thường chỉ gặp nhau khi giao phối. Tuy nhiên, trong ngày, nó nằm trong cây hay tán lá rậm rạp khác, và đôi khi chia sẻ vị trí của nó với một mèo rừng khác cùng giới tính. Con đực chiếm lãnh thổ 3,5 đến 46 km2, trong khi con cái chiếm lãnh thổ nhỏ hơn và không chồng lấn với diện tích 0,8 đến 15 km vuông. Vùng lãnh thổ được đánh dấu bằng nước tiểu phun và bằng cách để lại phân tại các địa điểm nổi bật, đôi khi thích các địa điểm vệ sinh đặc biệt.
Mèo gấm Ocelot săn trên một phạm vi 18 km2 (6,9 dặm vuông Anh), chủ yếu là động vật nhỏ, bao gồm cả động vật có vú, thằn lằn, rùa, ếch, cua, chim, và cá. Hầu như tất cả của con mồi săn mèo rừng là xa nhỏ hơn so với chính nó, với các động vật gặm nhấm, thỏ, và thú có túi ôpôt hình thành phần lớn nhất của chế độ ăn. Nghiên cứu cho thấy rằng nó sau và tìm thấy con mồi thông qua những con đường mòn mùi, nhưng mèo rừng cũng có tầm nhìn rất tốt, bao gồm cả khả năng nhìn ban đêm.

## Phân bố
Mèo gấm Ocelot chỉ sinh sống ở các khu vực có thực vật bao phủ khá rậm, dù chúng thỉnh thoảng săn ở các vùng mở về đêm. Chúng được tìm thấy ở rừng nhiệt đới, rừng bụi cây mận gai, vùng đầm lầy có cây đước và xa vẳn ở độ cao lên đến 1.200 mét (3.900 ft).
Mèo gấm Ocelot phân bố rộng rãi khắp Nam Mỹ, Trung Mỹ và México. Đã có trường hợp ghi nhận xa về phía bắc tận tiểu bang Texas, và tại miền đông Trinidad và Barbados trong vùng biển Caribbean. Các quốc gia trong phạm vi này là: Argentina, Belize, Bolivia, Brazil, Colombia, Costa Rica, Ecuador, El Salvador, Guatemala, Guyana, Honduras, México, Panama, Paraguay, Peru, Nicaragua, Suriname, Hoa Kỳ và Venezuela. Con mèo có khả năng tuyệt chủng trong Uruguay.
Mèo gấm Ocelot đã từng sinh sống ở các bụi cây chaparral của bờ biển vùng Vịnh phía nam và phía đông Texas, và có thể được tìm thấy ở Arizona, Louisiana, Arkansas. Tại Hoa Kỳ, nó bây giờ chỉ dao động trong một số khu vực nhỏ của bụi cây rậm rạp ở Nam Texas và hiếm khi được nhìn thấy ở Arizona. Ngày 07 tháng 11 năm 2009, một cá thể mèo được chụp ảnh ở vùng núi của quận Cochise, Arizona. Đây là bằng chứng đầu tiên kiểm chứng sự hiện diện của mèo gấm Ocelot ở tiểu bang này. Trong tháng 2 năm 2011, Arizona Game and Fish Department khẳng định nhìn thấy của một mèo rừng ở dãy núi Huachuca nam Arizona.